# Sahhanim Görgü-Philipp

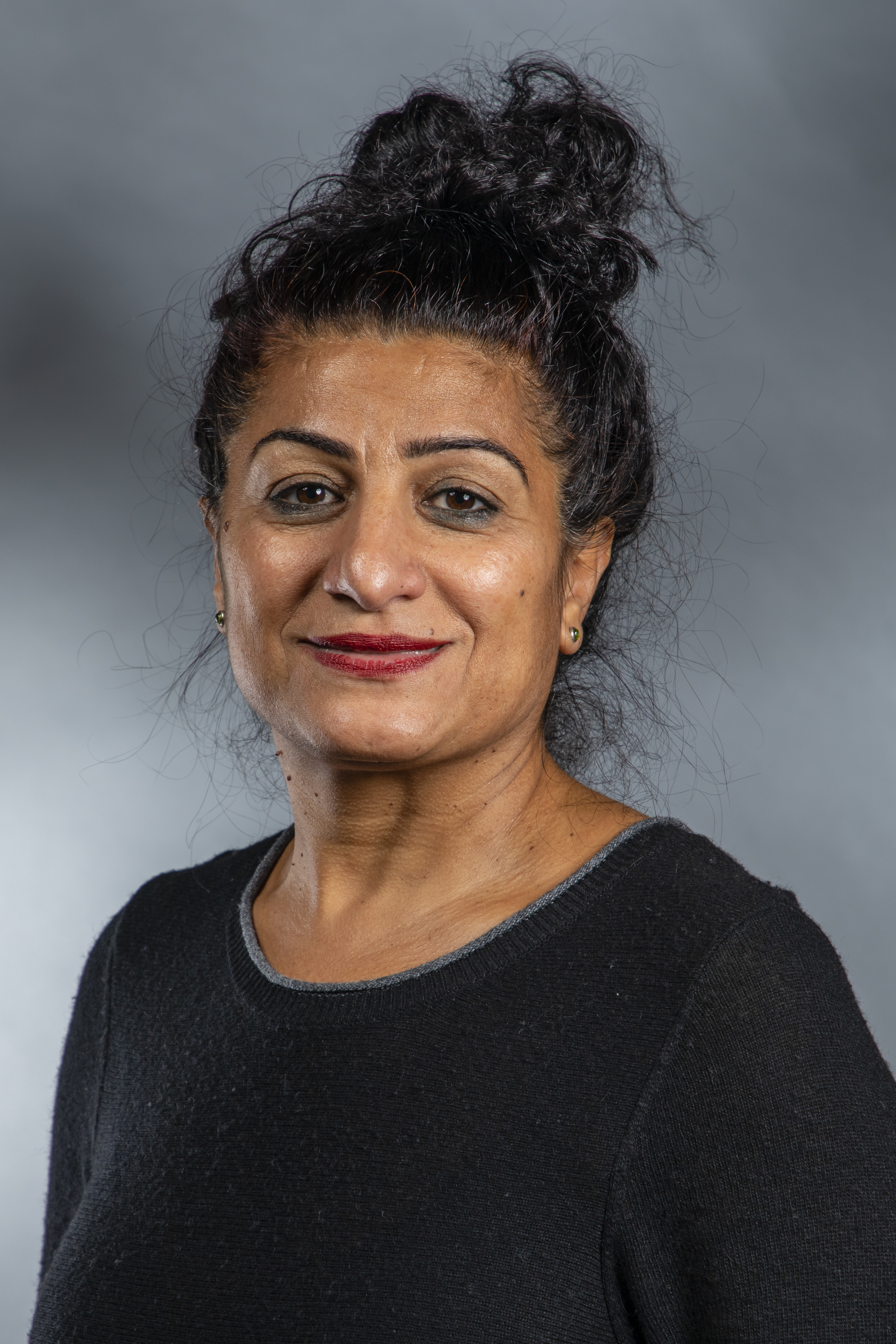
Sahhanim Görgü-Philipp (2019)

Sahhanim Görgü-Philipp (* 1970 in Karakoçan, Türkei) ist eine deutsche Politikerin (Grüne) und seit 2016 Mitglied der Bremischen Bürgerschaft und seit 2023 deren Vizepräsidentin.  

## Biografie

### Ausbildung und Beruf
Görgü-Philipp hat nach dem Abitur Sozialwesen an der Hochschule Bremen studiert mit dem Abschluss Diplom-Sozialarbeiterin/-Sozialpädagogin. Sie war als Dolmetscherin für verschiedene Behörden und die Polizei, als Seminarleiterin für Integration und Qualifikation ausländischer Frauen, als Betreuerin für Flüchtlingskinder, als Sozialpädagogin in der Kriseneinrichtung des Mädchenhauses, als Casemanagerin und Sozialraumkoordinatorin für Kindeswohlsicherung beim Amt für Soziale Dienste und als Sozialpädagogin bei der Reisenden Werkschule Scholen tätig. Seit 2016 ist sie  als Beraterin für Frauen in der Beratungsstelle Neue Wege tätig.
Sie ist verheiratet.

### Politik
Görgü-Philipp ist Mitglied der Bremer Grünen.
Sie war von 2011 bis 2016 Beiratsmitglied im Beirat Östliche Vorstadt.   
Im Oktober 2016 wurde sie als Nachrückerin für den ausgeschiedenen Abgeordneten Wilko Zicht Mitglied der Bremischen Bürgerschaft und ist dort in verschiedenen Deputationen (Soziales, Jugend und Integration, Sport) und im Rechtsausschuss tätig. Seit 2023 ist sie Vizepräsidentin der Bremer Bürgerschaft.
Zudem war sie von 2003 bis 2005 Schöffin beim Jugendgericht.